# The Fair Sex
The Fair Sex ist eine Electro-Wave-/Rock-Band, die 1984 in Essen gegründet wurde. Sie erreichte vor allem in den späten 1980er und frühen 1990er Jahren eine gewisse Popularität und gilt mit ihrer speziellen Mischung aus Elektronik und Gitarren als einer der Wegbereiter der deutschen Independent-Szene.

## Bandgeschichte

### 1984–1988: Anfänge
Die Keimzelle von The Fair Sex bilden die drei Schulfreunde Myk, L’o und Blonder, die schon seit den späten 1970er Jahren in wechselnden Formationen miteinander spielten. Im Frühjahr 1984 stieß Blonder, zunächst als Gitarrist, zu der zwei Jahre zuvor von Gitarrist L’o und Sänger/Gitarrist Myk gegründeten Band Avadon, woraufhin Myk sich ausschließlich dem Gesang widmete. Dieser Besetzungswechsel bedeutete einen ersten Schritt fort vom rockigen Klanggewand der vorhergehenden Jahre. Im Herbst 1984 trennten sich Myk, L’o und Blonder von ihrer bisherigen Rhythmusgruppe; Schlagzeuger A.Bang und Bassist Rascal wurden als neue Bandmitglieder gewonnen, womit sich die Urformation von The Fair Sex gefunden hatte. Das Klanggebilde wandte sich nun dem New Wave zu, beeinflusst durch Formationen wie The Sound, Joy Division, The Sisters of Mercy, Fad Gadget oder Aimless Device. Zu Beginn spielte die Elektronik innerhalb des Bandkonzepts noch keine große Rolle: The Fair Sex erstellten in den Jahren 1984/85 rein ‚handgemachte’ Wave-Musik. Der Einfluss von Keyboards, Drummachines und Sequenzern wuchs jedoch zunehmend; die Individualität abseits aller Genre-Schablonen, die frühe Songs der Übergangsphase transportierten – wie zum Beispiel Bushman (1985), Divine Service (1986) oder Hanging in Kareyth (1986) – wich schon kurz darauf einer deutlicheren Zuwendung zu klassischen EBM-Elementen. Die Suche nach einer Plattenfirma endete im Dezember 1986, als die Zusammenarbeit mit dem Dortmunder Label Last Chance begann.
Nachdem sich The Fair Sex mit ihren ersten Maxi-Singles Divine Service und Bushman (1987) sowie dem Debütalbum The House of Unkinds (1988), allesamt auf Last Chance veröffentlicht, in der Szene hatten etablieren können, wandte die Band sich im Folgenden brachial-düsteren, Elektronik- und Punk-Klängen zu, die im von Ramón Creutzer produzierten Zweitwerk Demented Forms ihren aggressiv-sperrigen Gipfelpunkt erlangten. Der auf diesem Album enthaltene Song No Excuse überdauerte die Jahre offenbar besser als jedes andere TFS-Stück und wird bis heute auf den Tanzflächen der Szene eingesetzt. Die Arbeit an Demented Forms erstreckte sich über etliche Monate des Jahres 1988. Doch die Veröffentlichung dieses Albums war überschattet von einem schweren Schicksalsschlag: Schlagzeuger A.Bang, an der Entstehung der Platte gleichwohl noch beteiligt, starb am 10. September 1988 auf der Bühne während eines TFS-Konzerts in Augsburg. Dieser tragische Verlust markierte, wenig überraschend, einen Einschnitt in den musikalischen wie auch persönlichen Werdegang der übriggebliebenen Bandmitglieder.

### 1989–1992: Die mittleren Jahre
Obgleich sich The Fair Sex im Studio schon seit 1987 elektronischer Mittel wie Drummachines oder computerunterstützter Sequenzer bedient hatten, blieb die Live-Umsetzung bis zum 10. September 1988 frei von elektronischen Einspielungen, also rein handgespielt – einschließlich der schnellen Synthesizer-Sequenzen. Dieses Konzept änderte sich nach dem Tod von A.Bang, da sich die Bandmitglieder dazu entschlossen, ohne Schlagzeuger weiterzuarbeiten und der Elektronik mehr Raum zu lassen. Ab dem Frühjahr 1989 spielte die Band in Vierer-Formation. Im Laufe der folgenden anderthalb Jahre suchten die Musiker nach einer neuen musikalischen Identität, überzeugend dokumentiert auf der letzten Last Chance-Veröffentlichung „Oddities“, auf der neben Maxi-Single-Tracks auch bislang unveröffentlichte Raritäten gesammelt wurden. Ende 1990 fanden The Fair Sex in Our Choice/Rough Trade ein neues Label und begannen die Zusammenarbeit mit dem Münchener Produzenten-Team Trik 3. Im Frühling 1991 kehrte die Band mit der Maxi-Single Alaska/Outraged and Moved und dem kurz herauf folgenden Album Bite Release Bite zurück. Die Jahre 1991 und 1992 waren von intensiven Live-Aktivitäten geprägt. Im Sommer 1992 folgte das Album Spell of Joy, begleitet von weiteren Auskopplungen. Mit diesen Veröffentlichungen beendeten The Fair Sex die Phase der dicht gewebten, aggressiven Klangwände und untermauerten ihren Status als Genre-überschreitende Band, die sich sehr unterschiedlicher stilistischer Elemente bediente – nun aber in aufgeräumter, transparenterer Form. Die aus dieser Ära stammenden Songs Alaska und Not Now. Not Here dürften die bekanntesten Stücke dieser Phase sein. Im Herbst 1992 gingen The Fair Sex auf eine ausgedehnte Tour, während der Rascals Bruder Murdock (Morm) die Keyboards übernahm.

### 1993–1995: Spätphase
Im Laufe des Jahres 1993 gab es weiterhin intensive Live-Tätigkeiten; Mitschnitte hieraus wurden 1995 auf einem Live-Minialbum veröffentlicht. Doch ab 1993 traten deutliche Diskrepanzen im Innengerüst der Band zutage; vor allem die vom Label initiierten Dance-Remixe stießen bei manchen Bandmitgliedern auf vehemente Ablehnung. Im Folgenden widmeten sich die Bandmitglieder verstärkt verschiedenen Seitenprojekten wie Testify (Industrial Metal), 1 AM (Electro/Synth Pop) oder Nice Gods Bleed (Industrial Rock). Der kreative Schwerpunkt in den Jahren 1993/94 lag auf Testify, einem Projekt, in dem zunächst alle Fair Sex-Mitglieder involviert waren. Drei Testify-Veröffentlichungen und eine ausgedehnte Tour als Support für Die Krupps standen bis zum Herbst 1994 zu Buche. 1994 begann die Zusammenarbeit mit dem amerikanischen Label Van Richter.
1995 kehrten The Fair Sex, inzwischen zum Duo Myk/Rascal geschrumpft, mit dem Album Labyrinth noch einmal zurück. Es handelt sich hierbei um ein detailreich gestaltetes Konzeptalbum, das sich um die Fantasy/SF-Story eines Zukunftshelden namens Tancer rankt: eine ‚Cyber Opera’, wie The Fair Sex selbstbewusst verlautbaren ließen. Dieses Werk wurde vom Publikum nicht mehr angenommen; möglicherweise war dies eine Reaktion auf die wenig Underground-kompatiblen Dance-Remix-Veröffentlichungen der vorhergehenden Jahre. Das Live-Line-up wurde im Jahr 1995 durch den Testify-Gitarristen Moses W., Lydya N. (Gitarre), Miss Bliss (Gesang) und Stefan Kaiser (Keyboards) erweitert. Im Winter 1995/96 lösten sich The Fair Sex auf. Kurz darauf endete auch die Zusammenarbeit mit Van Richter. Alle seit 2001 von Van Richter veröffentlichten Werke sind unautorisiert.

### 2001–2005: Reunion

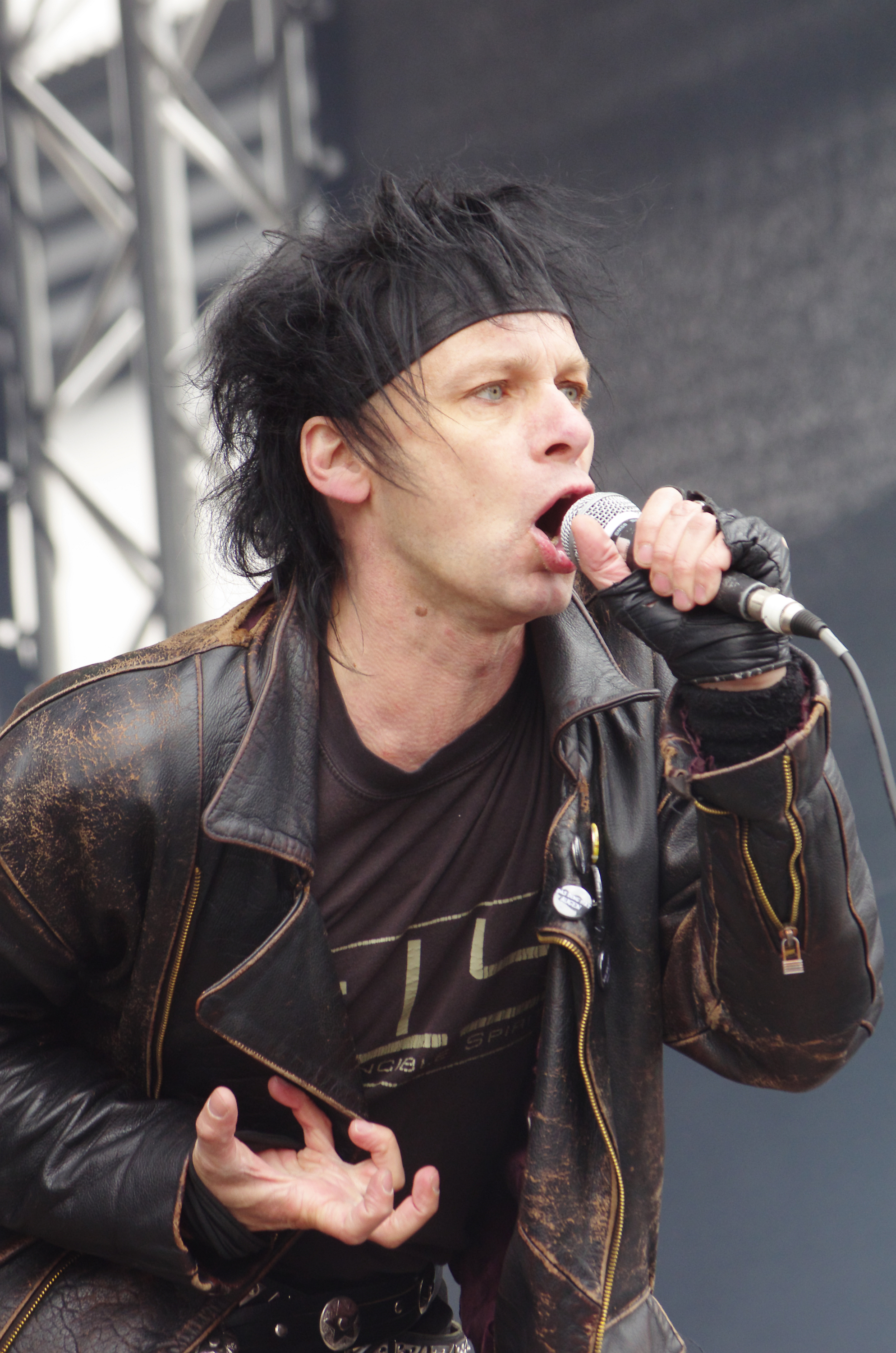
Myk Jung (2013)

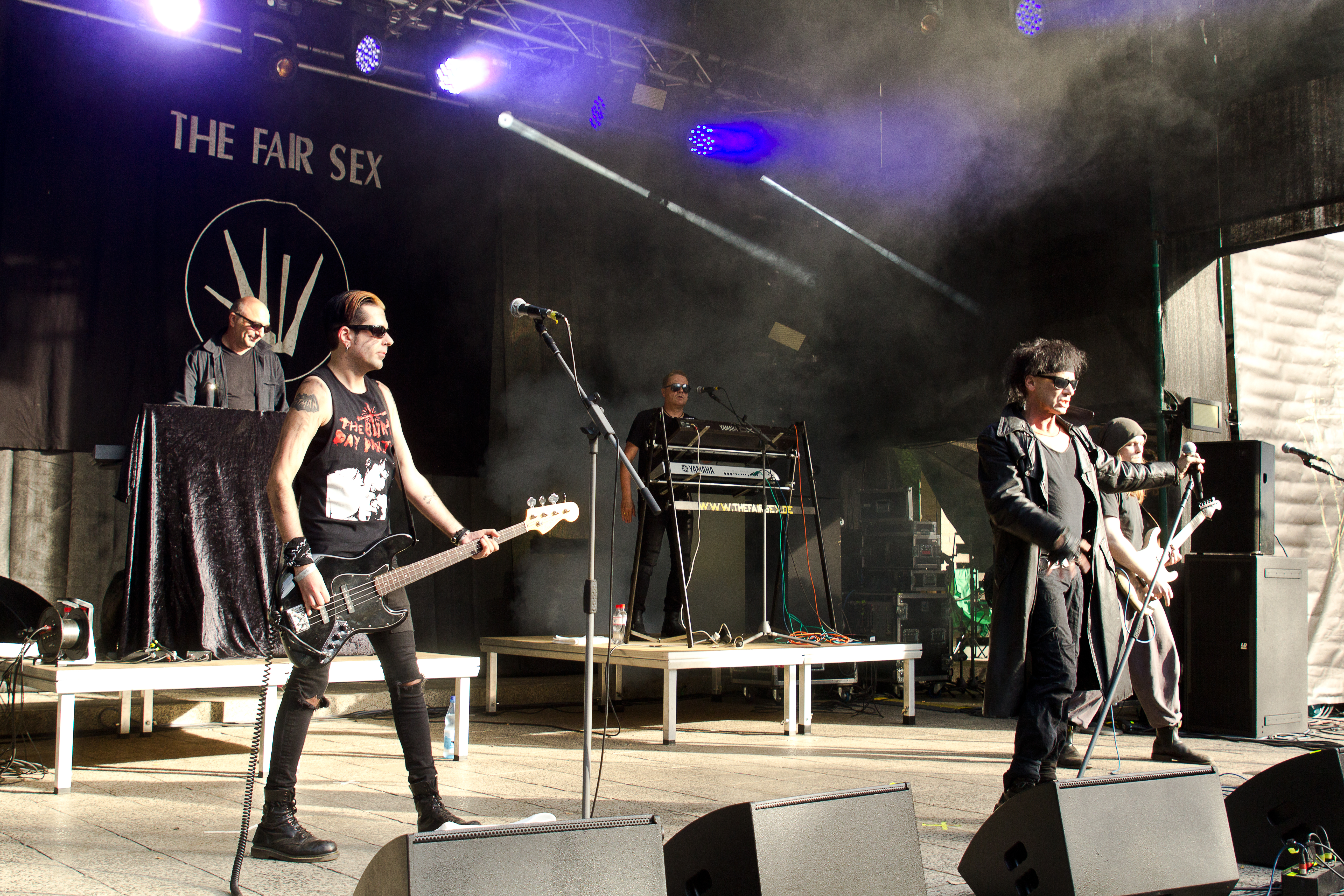
The Fair Sex auf dem Nocturnal Culture Night Festival 2016

Anfang 2000 entschlossen sich The Fair Sex zu einem Comeback; die Reunion wurde auf dem Wave Gotik Treffen 2001 in Originalbesetzung gefeiert. In den folgenden Jahren fand ein steter Besetzungswechsel der Live-Crew statt: Testify-Gitarrist Kullf, Lydya N., nunmehr als Bassistin, und Gitarrist Lawrence Molnar stießen hinzu.
Auf dem kurz zuvor gegründeten Label Endless Records veröffentlichten The Fair Sex im Sommer 2002 ihr viel beachtetes Album TFS, es folgten mehrere MCDs sowie die Backkatalog-Reihe Thin Walls Part I und Thin Wall Part II. Tourneen mit Girls Under Glass, The Invincible Spirit und Psyche schlossen sich an. Ende 2004 wurde die gemeinsam mit The Invincible Spirit erstellte EP The Invincible Sex veröffentlicht, die einige Monate später auf dem WGT 2005 live vorgestellt wurde. Im Sommer 2005 agierten The Fair Sex als Special Guest für Skinny Puppy; kurz danach löste sich die Band erneut auf.

### 2013–2014: 30-jähriges Bandjubiläum
Zum 30-jährigen Bandjubiläum veröffentlichten The Fair Sex im Herbst 2013 die DVD 1. Night of Darkness mit Live-Aufnahmen aus dem Jahr 1991 und das Album Unreleased & Rarities, eine Sammlung bisher unveröffentlichter und rarer Aufnahmen aus den Jahren 1984–2004. „Unreleased & Rarities“ erreichte Platz 1 der Deutschen Alternative Charts (DAC).
Für 2014 kündigt die Band einige exklusive Konzerte mit Gästen an.

## Diskografie

### Alben
- 1988: The House of Unkinds (Last Chance Records)
- 1989: Demented Forms (Last Chance Records)
- 1991: Bite Release Bite (Our Choice / Rough Trade)
- 1991: Oddities (Last Chance Records)
- 1992: Spell of Joy (Our Choice / Rough Trade)
- 1994: Machine Bites (Van Richter)
- 1995: Labyrinth (Our Choice / Rough Trade)
- 1997: Fine. We Are Alive  (Van Richter)
- 2002: TFS (Endless Records)
- 2003: Thin Walls - Part I (Endless Records)
- 2004: Thin Walls - Part II (Endless Records)
- 2013: Unreleased & Rarities (Endless Records)

### Singles und EPs
- 1987: Divine Service (Last Chance Records)
- 1987: Bushman / The Pain That No One Knows (Last Chance Records)
- 1991: Alaska / Outraged and Moved (Our Choice / Rough Trade)
- 1991: Toys (Our Choice / Rough Trade)
- 1991: Alaska / Outraged and Moved (Our Choice / Rough Trade)
- 1992: Soulspirit (Our Choice / Rough Trade)
- 1992: Eat Me And More (Our Choice / Rough Trade)
- 1995: You Know White Noise (Our Choice / Rough Trade)
- 1995: TFS Live 1993/94 (Our Choice / Rough Trade)
- 2002: Lost Traces of the Far Side (Endless Records)
- 2003: Get Out of My Head (Endless Records)
- 2004: The Invincible Sex (Endless Records) gemeinsam mit The Invincible Spirit

### DVDs
- 2013: 1. Night of Darkness (live 1991) (Endless Records)